# 王宜漢
王宜汉（1882年—1974年）字一韩，号毅斋，晚号缄叟、涵叟，福建福州马尾亭江象洋人，中华民国及中华人民共和国政治人物。

## 生平
王宜汉是清朝知府王有树的曾堂侄孙，同光体闽派诗人王允晳的堂侄，新四军驻福州办事处主任王助的堂伯，台湾立法院秘书处立法委员王思之父。王宜汉自幼入家塾，获堂叔王允晳启蒙。1896年，考入福州马尾船政前学堂制造班第六届，学习船舰制造以及法语，1905年冬毕业。王宜汉一直追随林森，参加辛亥革命。1928年随林森调任国民政府立法院秘书。1932年，任国民政府主席林森的秘书。1942年，任国民政府立法院第四届立法委员，同时仍任林森的秘书，当时人称国民政府中央福建籍官员“四大台柱”之一。
王宜汉擅长诗词及书法，1930年代在南京中山陵兴建时，曾题写孙中山《建国大纲》中“民生主义”部分，刻于南京中山陵藏经楼碑廊内。孙中山《三民主义》全文由书法家张乃恭、陈天锡、连声海、李启琛、叶恭绰、郑洪年、陈仲经、蔡允、胡涤、彭醇士、王宜汉、李宣倜、王贤、邓散木共十四人分别书写而成。这些碑文的原稿保存在南京市档案馆。
中华人民共和国成立后，王宜汉参加民革，曾任民革福建省委委员。他还获聘为福建省文史研究馆馆员，撰写文史资料，编纂《福建船政史》。
1974年，王宜汉在福州病逝，享年92岁，葬于福州马尾亭江镇象洋山。